# کابوس (فیلم ۱۹۸۱)
کابوس (به انگلیسی: Nightmare (1981 film)) فیلمی در ژانر ترسناک و اسلشر است که در سال ۱۹۸۱ منتشر شد.